# Tommaso Salini
Pour les articles homonymes, voir Salini.
Tommaso Salini, (Rome, v. 1575 – av. 1625) est un peintre italien baroque du début du XVIIe siècle.

## Biographie
Tommaso Salini a été un peintre de la période baroque, actif principalement à Rome spécialisé dans la peinture de genre et la nature morte.
Avec Carlo Saraceni, Orazio Gentileschi et Giovanni Antonio Galli dit lo Spadarino, fait partie de la première génération des suiveurs du Caravage auquel il ressemblait par sa nature turbulente. Il a rejoint l'Accademia di San Luca en 1605.
Mario Nuzzi (dit Mario de' Fiori) a été un de ses élèves.

## Œuvres
- Jeune homme avec caraphe(1610), Musée Thyssen, Madrid.
- Nature morte avec fruits et fleurs,
- Nature morte aux asperges et aux choux,
- Saint Nicolas de Tolentino (retable), église san Agostino, Rome.
- Sainte-Agnès en agonie (retable), église sainte Agnès, Piazza Navona, Rome